# Daguerre (Mulhouse)
Pour les articles homonymes, voir Daguerre.
Daguerre est un quartier de Mulhouse intra muros, dans le département du Haut-Rhin, en région Grand Est composé d'immeubles résidentiels regroupé majoritairement en copropriétés. Il est séparé, à l'ouest du quartier de Dornach par la ligne ferroviaire Strasbourg → Bâle et est limité au sud par le quartier de La Fonderie et au nord par les quartiers du Brustlein et le Péricentre.

## Situation

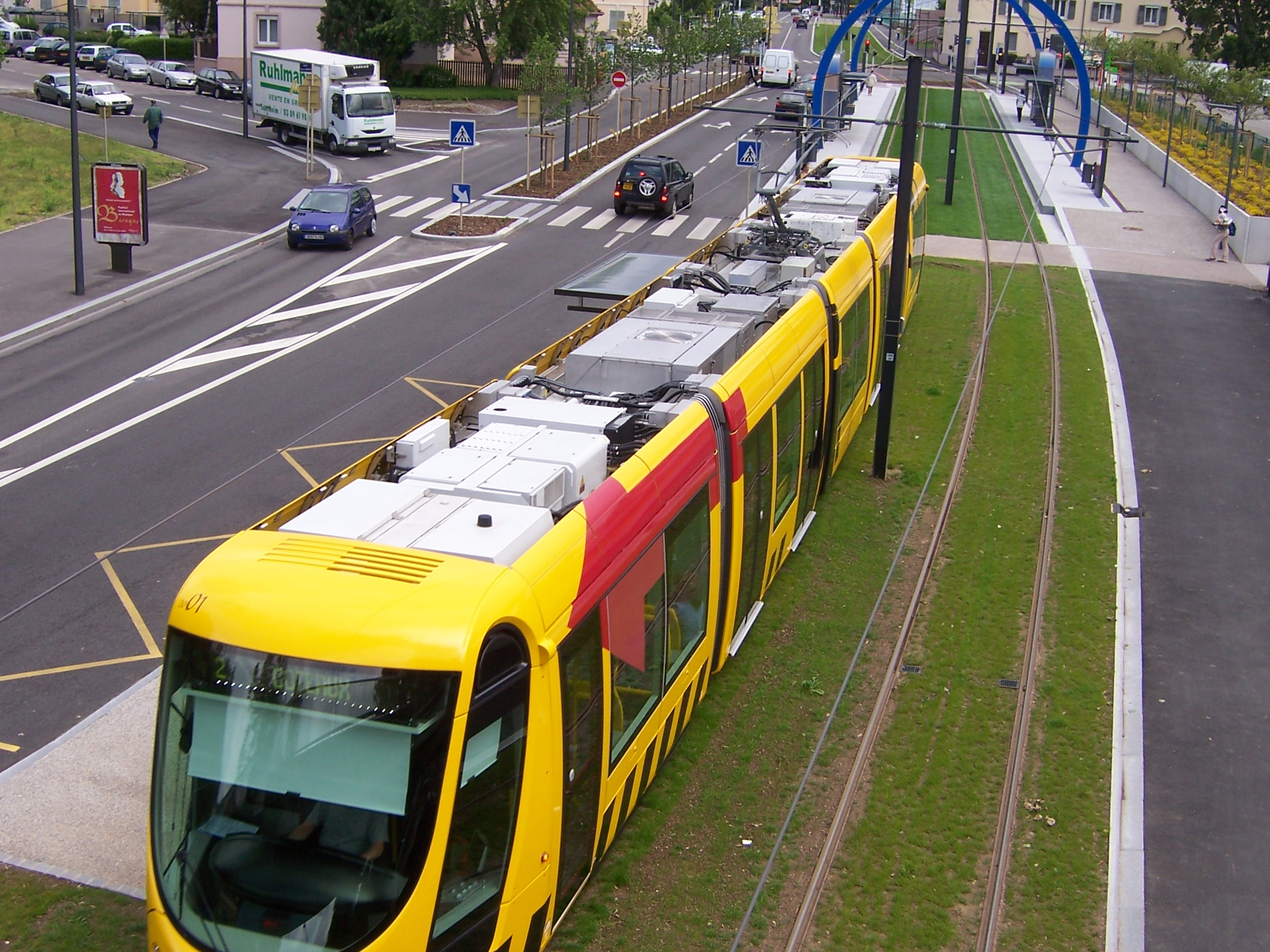
Tramway de Mulhouse à la station Daguerre.

Le quartier est approximativement délimité à l'ouest par la ligne ferroviaire Strasbourg → Bâle, au nord par une partie de l'avenue François-Mitterrand et le début de l'avenue Aristide-Briand, à l'est par le boulevard de la Marne et enfin au sud par le boulevard Stoessel. 

## Description
Une partie de l'habitat est ancien (1880-1920) autour de l'avenue de Lutterbach, rattachée alors à l'ancienne commune de Dornach, et de la rue Daguerre qui faisait partie de Mulhouse. Les autres immeubles du quartier datent de la 2e moitié du XXe siècle. Ces constructions modernes ont remplacé d'anciennes usines à présent démolies. C'est le cas de l'ensemble imposant de logements dit « Pierrefontaine », conçu dans les années 1970 par l'architecte mulhousien François Spoerry sur le terrain d'une ancienne entreprise de textile. D'autres friches industrielles ont été détruites : celle de la célèbre imprimerie Braun qui avait de plus, un parc remarquable devenu public. De nos jours le quartier Daguerre est un quartier essentiellement résidentiel.